# Шетпинський сільський округ
Шетпи́нський сільський округ (каз. Шетпе ауылдық округі, рос. Шетпинский сельский округ) — адміністративна одиниця у складі Мангистауського району Мангистауської області Казахстану. Адміністративний центр та єдиний населений пункт — село Шетпе.
Населення — 16762 особи (2021; 12223 у 2009, 10237 у 1999, 10581 у 1989).
Станом на 1989 рік існувала Шетпинська сільська рада (смт Шетпе).